# امین گونیچی
امین گونیچی (به عربی: أمين قنيشي؛ زادهٔ ۱۶ مارس ۱۹۹۹) یک کشتی‌گیر فرنگی‌کار اهل تونس است. وی سابقه حضور در المپیک ۲۰۲۰ توکیو را دارد.